# Lagery
Lagery és un municipi francès, situat al departament del Marne i a la regió del Gran Est. L'any 2007 tenia 190 habitants.

## Demografia

### Població
El 2007 la població de fet de Lagery era de 190 persones. Hi havia 71 famílies, de les quals 16 eren unipersonals (8 homes vivint sols i 8 dones vivint soles), 20 parelles sense fills, 31 parelles amb fills i 4 famílies monoparentals amb fills.
La població ha evolucionat segons el següent gràfic:
Habitants censats

### Habitatges
El 2007 hi havia 96 habitatges, 72 eren l'habitatge principal de la família, 11 eren segones residències i 13 estaven desocupats. 94 eren cases i 2 eren apartaments. Dels 72 habitatges principals, 53 estaven ocupats pels seus propietaris, 18 estaven llogats i ocupats pels llogaters i 1 estava cedit a títol gratuït; 2 tenien una cambra, 1 en tenia dues, 5 en tenien tres, 13 en tenien quatre i 51 en tenien cinc o més. 48 habitatges disposaven pel capbaix d'una plaça de pàrquing. A 32 habitatges hi havia un automòbil i a 34 n'hi havia dos o més.

### Piràmide de població
La piràmide de població per edats i sexe el 2009 era:
| Homes | Edats   | Dones |
| ----- | ------- | ----- |
| 0     | 95 o +  | 0     |
| 0     | 90 a 94 | 0     |
| 0     | 85 a 89 | 0     |
| 0     | 80 a 84 | 0     |
| 8     | 75 a 79 | 4     |
| 4     | 70 a 74 | 8     |
| 0     | 65 a 69 | 0     |
| 4     | 60 a 64 | 0     |
| 4     | 55 a 59 | 8     |
| 4     | 50 a 54 | 4     |
| 12    | 45 a 49 | 8     |
| 12    | 40 a 44 | 8     |
| 8     | 35 a 39 | 12    |
| 0     | 30 a 34 | 4     |
| 8     | 25 a 29 | 4     |
| 4     | 20 a 24 | 4     |
| 8     | 15 a 19 | 4     |
| 4     | 10 a 14 | 4     |
| 8     | 5 a 9   | 4     |
| 8     | 0 a 4   | 0     |

## Economia
El 2007 la població en edat de treballar era de 126 persones, 91 eren actives i 35 eren inactives. De les 91 persones actives 85 estaven ocupades (48 homes i 37 dones) i 6 estaven aturades (2 homes i 4 dones). De les 35 persones inactives 11 estaven jubilades, 12 estaven estudiant i 12 estaven classificades com a «altres inactius».

### Ingressos
El 2009 a Lagery hi havia 71 unitats fiscals que integraven 188 persones, la mediana anual d'ingressos fiscals per persona era de 20.388,5 €.

### Activitats econòmiques
Dels 9 establiments que hi havia el 2007, 3 eren d'empreses de construcció, 2 d'empreses d'informació i comunicació, 3 d'empreses de serveis i 1 d'una empresa classificada com a «altres activitats de serveis».
Dels 2 establiments de servei als particulars que hi havia el 2009, 1 era un electricista i 1 perruqueria.
L'any 2000 a Lagery hi havia 19 explotacions agrícoles que ocupaven un total de 693 hectàrees.

## Poblacions més properes
El següent diagrama mostra les poblacions més properes.